# História genética da África
A história genética de África é composta pela história genética das populações da África, de todas as regiões do continente, bem como a origem recente dos humanos modernos na África. O Saara serviu como passagem transregional e local de residência para as pessoas na África durante várias fases úmidas e períodos ao longo da história da África.

## Visão geral
Os povos da África são caracterizados por uma subestrutura genética regional e heterogeneidade, dependendo da respectiva identidade etnolinguística, e, em parte, explicável pela "evolução multirregional" das linhagens humanas modernas em várias regiões do continente africano, bem como eventos de mistura posteriores, incluindo migrações de retorno da Eurásia, de componentes altamente diferenciados.
A ancestralidade genética dos africanos é, em grande parte, dividida pela geografia e família linguística, com populações pertencentes aos mesmos grupos etnolinguísticos apresentando elevada homogeneidade e coerência genética. O fluxo genético, consistente com eventos de migração de curto e longo alcance seguidos de extensa mistura e efeitos de gargalo, influenciou a composição genética regional e a estrutura demográfica dos africanos. A expansão banta teve impactos duradouros na composição demográfica moderna da África, resultando em uma maior homogeneização genética e linguística. Estudos genéticos, arqueológicos e linguísticos acrescentaram informações adicionais sobre este movimento: "Nossos resultados revelam uma continuidade genética entre populações falantes de línguas nigero-congolesas em todo o continente e ampliam nossa compreensão atual [...] da migração dos bantos."
De um modo geral, diferentes populações africanas apresentam diversidade genética e subestrutura, mas podem ser agrupadas em agrupamentos distintos, mas parcialmente sobrepostos:
- As linhagens de caçadores-coletores coissãs da África Austral são as mais profundas, formando um aglomerado divergente e distinto afastado do restante dos africanos subsaarianos e divergem ainda mais deles do que as várias linhagens eurasianas. A data de divergência desses caçadores-coletores do Sul da África das demais populações humanas é estimada em mais de 100 mil anos atrás e essa linhagem se dividiu em dois subgrupos, um do norte e outro do sul, há cerca de 30 mil anos.[a]
- Povos de florestas tropicais africanas como os bacas e os mbutis divergiram de outros grupos da África Subsaariana há mais de 60 mil anos. Grupos orientais como os mbutis se separaram de grupos ocidentais como os bacas há cerca de 20 mil anos.
- É sugerido que os vários povos falantes de línguas afro-asiáticas tenham divergido de outros grupos africanos há cerca de 50 mil anos.[10]
- Os falantes de línguas nigero-congolesas e nilo-saarianas se separaram há cerca de 28 mil anos.[9]
- Os malgaxes possuem uma porcentagem significativa de sua ancestralidade oriunda do Leste e Sudeste Asiático.[7][11][12][13][14][15]

### Povos autóctones africanos
As populações autóctones da África consistem em falantes de línguas nigero-congolesas, nilo-saarianas e do divergente e diversificado agrupamento coissã, bem como de vários agrupamentos etnolinguísticos não classificados ou isolados. A origem das línguas afro-asiáticas permanece controversa, com alguns propondo uma origem no Oriente Médio, enquanto outros apoiam uma origem africana com vários graus de componentes eurasianos e africanos. As línguas austronésias originaram-se no sul da China e posteriormente se expandiram a partir de Taiwan e Filipinas.
As línguas nigero-congolesas provavelmente se originaram na região onde essas línguas eram faladas antes da expansão banta, ou seja, a África Ocidental ou Central. A sua expansão pode ser associada à expansão da agricultura, no período Neolítico africano, na sequência da desertificação do Saara por volta de 3.500 a.C. A língua proto-nigero-congolesa pode ter se originado há cerca de 10 mil anos onde aproximadamente é hoje o Sahel e o sul do Saara e sua dispersão pode estar correlacionada com a disseminação do arco e flecha pela migração de caçadores-coletores, que mais tarde desenvolveram a agricultura.

Embora a validade da família nilo-Saariana permaneça controversa, é provável que tenha surgido na região entre os atuais Chade, Sudão e República Centro-Africana antes da sua dispersão por volta de 10.000–8.000 a.C.

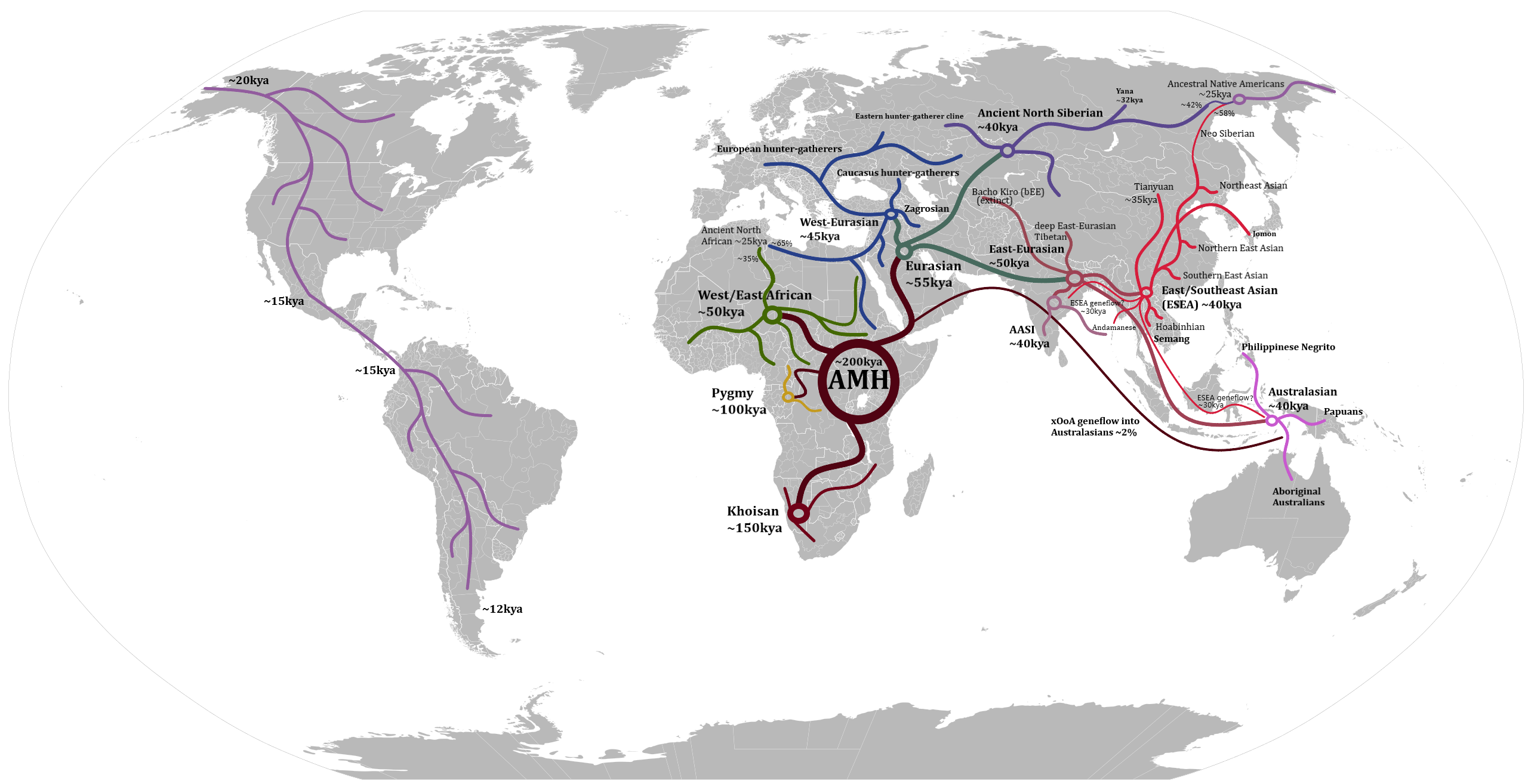
Rotas de migração humana para fora da África.

### Evento fora da África
O modelo da “origem africana recente dos humanos modernos” propõe uma origem única do Homo sapiens na África no sentido taxonômico. Dados genéticos e arqueológicos recentes sugerem que os subgrupos do Homo sapiens se originaram em múltiplas regiões da África. O grupo ancestral dos eurasiáticos provavelmente deixou o Chifre da África entre 70 e 100 mil anos atrás. O modelo de “origem africana recente” propõe que todas as populações modernas não-africanas descendem de uma ou várias ondas de humanos que deixaram a África entre 70 e 60 mil anos.

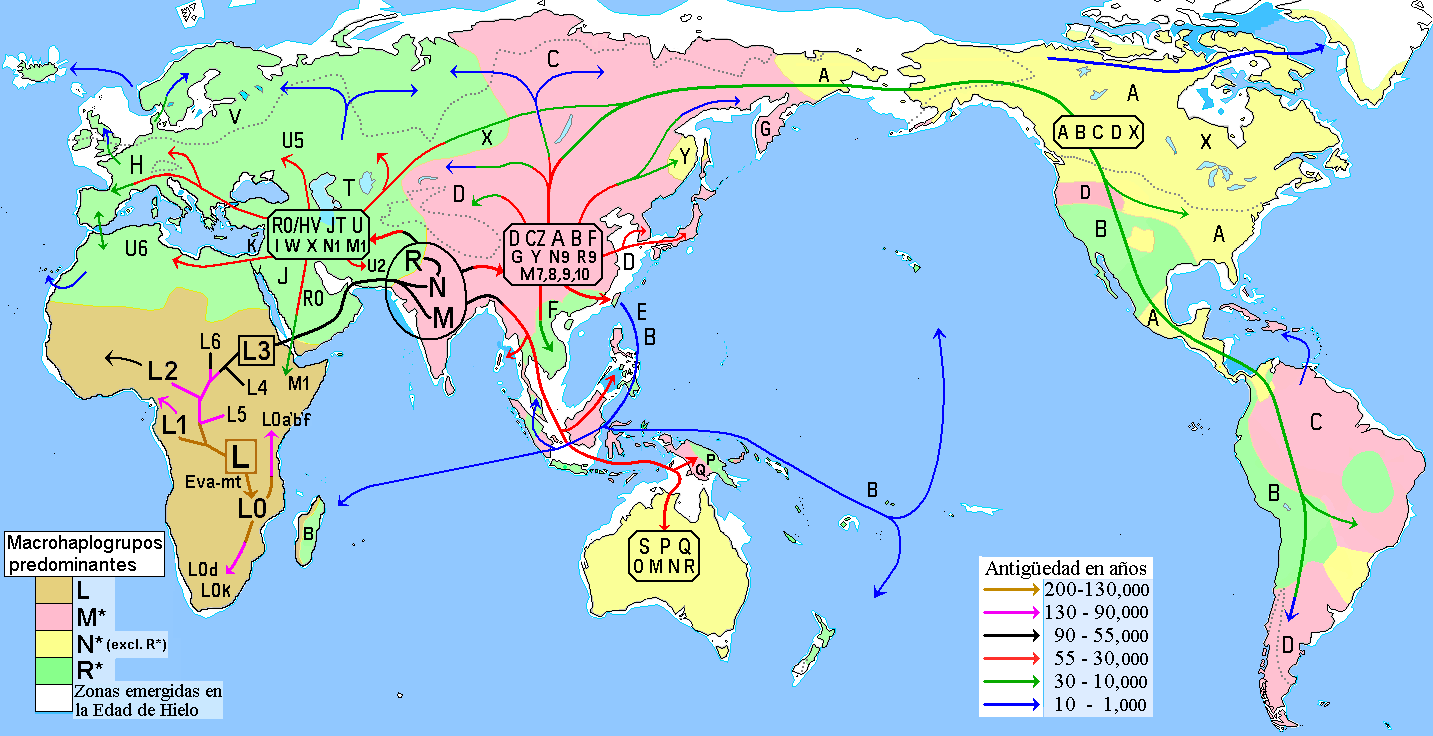
Migrações humanas e haplogrupos de DNA mitocondrial.

De acordo com Durvasula et al. (2020), há indicações de que 2% a 19% do DNA das populações da África Ocidental pode ter vindo de um hominídeo arcaico desconhecido que se separou do ancestral dos humanos e dos neandertais entre 360 mil e 1,02 milhão de anos atrás. No entanto, eles também sugerem que pelo menos parte desta mistura arcaica também está presente em não-africanos e que o evento ou eventos de mistura variam de 0 a 124 mil anos atrás, que inclui o período anterior à migração para fora de África, afetando, assim, em parte, os antepassados comuns tanto dos africanos como dos não-africanos. Chen et al. (2020) descobriram que os africanos têm ancestralidade neandertal mais elevada do que se pensava anteriormente. 2.504 amostras africanas de todo o continente foram analisadas e testadas em ancestralidade neandertais e todas elas mostraram evidências de ascendência neandertal menor.
A ancestralidade neandertal na África, em média, é de 0,3%, comparada aos 2% dos europeus e asiáticos orientais.

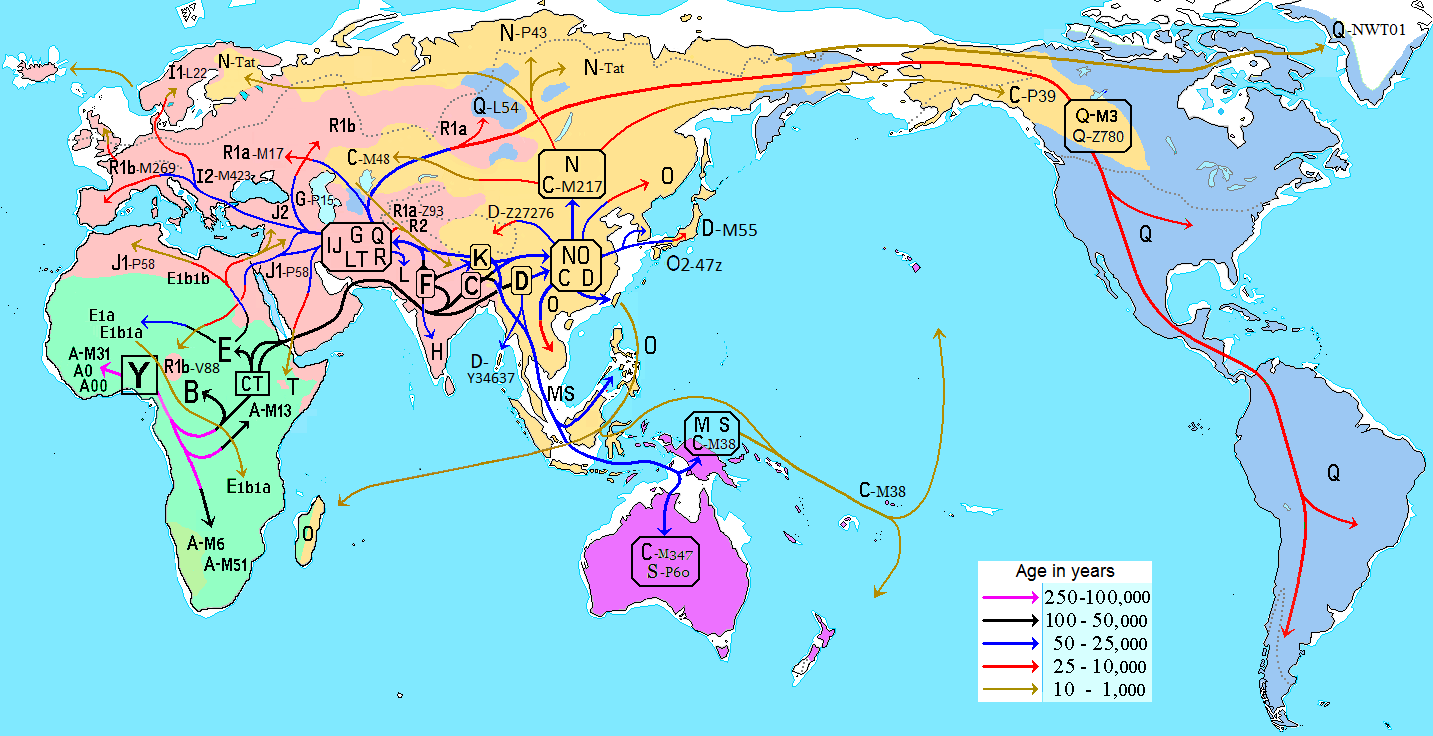
Migrações humanas e haplogrupos do cromossomo Y.

### Fluxo genético entre populações da Eurásia e África

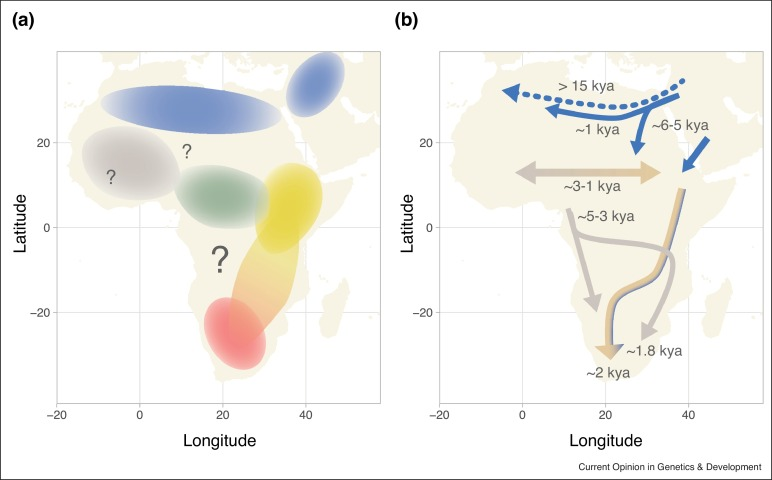
"História da população africana antes e depois da agricultura. (a) Mapa da principal estratificação da população pré-agrícola em todo o continente africano, mostrando não-africanos e norte-africanos (azul), africanos orientais (amarelo), africanos ocidentais (cinza), caçadores-coletores da floresta tropical da África Central (verde), e caçadores-coletores coissãs da África Austral (vermelho). (b) Rotas de migração relacionadas com a expansão de pastores e agricultores durante o Holoceno. As setas cinzentas representam a expansão banta, as setas azuis representam as retromigrações da Eurásia, a seta castanha/azul representa a migração para o sul de pastores misturados da África Oriental e da Eurásia, e a seta cinzenta/castanha representa a migração bidirecional ao longo do cinturão do Sahel. Abreviatura: kya – mil anos atrás."

Uma mistura eurasiática significativa é encontrada no Norte da África e entre grupos étnicos específicos do Chifre da África, bem como entre os malgaxes. Vários estudos genômicos encontraram evidências de múltiplas migrações pré-históricas de várias populações da Eurásia e subsequente mistura com grupos nativos. O fluxo genético da Eurásia Ocidental (Europa e Oriente Médio) chegou ao Norte de África entre 30 e 15 mil anos atrás, seguido por outros eventos de migração. Os dados genéticos nas amostras da Gruta de Taforalt, no Marrocos, "demonstraram que o Norte da África recebeu quantidades significativas de fluxo genético da Eurásia antes do Holoceno e do desenvolvimento de práticas agrícolas". Eventos medievais de fluxo genético, como a expansão árabe, também deixaram vestígios em várias populações africanas. Pickrel et al. (2014) indicaram que a ascendência da Eurásia Ocidental acabou por chegar, através do Chifre da África, à África Austral.

Ramsay et al. (2018) também encontraram evidências de uma mistura significativa da Eurásia Ocidental em várias partes da África, tanto de migrações antigas quanto mais recentes, sendo mais alta entre populações do Norte da África e alguns grupos do Chifre da África:
Além da diversidade intrínseca no continente devido à estrutura populacional e isolamento, a migração das populações eurasiáticas para a África emergiu como um contribuinte crítico para a diversidade genética. Estas migrações envolveram o influxo de diferentes populações eurasiáticas em diferentes épocas e para diferentes partes do continente africano. A caracterização abrangente dos detalhes destas migrações através de estudos genéticos em populações existentes poderia ajudar a explicar as fortes diferenças genéticas entre algumas populações geograficamente vizinhas.

 Esta mistura distinta da Eurásia parece ter ocorrido durante pelo menos três períodos de tempo, com a mistura antiga no centro-oeste da África (por exemplo, iorubás da Nigéria) ocorrendo entre aproximadamente 7,5 e 10,5 mil anos atrás, a mistura mais antiga na África Oriental (por exemplo, Etiópia) ocorrendo entre aproximadamente 2,4 e 3,2 mil anos atrás e mistura mais recente entre cerca de 0,15 e 1,5 mil anos atrás em algumas populações da África Oriental (por exemplo, Quênia).

 Estudos subsequentes baseados na decadência de LD e na partilha de haplótipos em um extenso conjunto de populações africanas e eurasiáticas confirmaram a presença de assinaturas eurasiáticas nos africanos ocidentais, orientais e meridionais. No oeste, além dos falantes de línguas nigero-congolesas da Gâmbia e Mali, os mossis de Burkina Faso apresentaram o mais antigo evento de mistura eurasiática, há aproximadamente 7 mil anos. No leste, estas análises inferiram a mistura eurasiática no Quênia nos últimos 4 mil anos.
Chen et al. (2020) analisaram 2.504 amostras africanas de todo o continente e encontraram alguma pouca ancestralidade neandertal entre todas as amostras africanas testadas. Eles também identificaram um segmento de ancestralidade relacionado à Europa (Eurásia Ocidental), que parece corresponder em grande parte aos componentes de ancestralidade neandertal detectados. A mistura relacionada com a Europa entre os africanos foi estimada entre perto de 0% e até 30%, com um pico entre os norte-africanos. Eles afirmaram: "Estes dados são consistentes com a hipótese de que a retromigração contribuiu para o sinal da ascendência neandertal nos africanos. Além disso, os dados indicam que esta migração de retorno ocorreu após a divisão dos europeus e dos asiáticos orientais, de uma população relacionada com a linhagem europeia."
Hollfelder et al. (2021) concluíram que os iorubás, que anteriormente eram usados como "população de referência não misturada" para os africanos autóctones, abrigam níveis menores de ancestralidade neandertal, o que pode ser amplamente associado à retromigração de uma população de origem "semelhante à europeia ancestral".

### Genética africana fora da África
Os habitantes do Levante da Cultura natufiana e Neolítico Pré-Cerâmico possuíam 6,8% de ascendência relacionada aos omóticos, uma população do sudoeste da Etiópia. As populações autóctones modernas do Levante possuem entre 1 e 3% de sua genética oriunda de populações próximas aos omóticos. Os árabes nativos da Península Arábica possuem mais ancestralidade africana subsaariana do que os levantinos.
Um estudo de 2013, de Botigué et. al., afirma que, com exceção das Ilhas Canárias, a ascendência africana subsaariana na Europa é sempre menor que 1%.
Os habitantes do Sul da Itália e da Península Ibérica possuem uma pequena porcentagem do seu material genético oriundo do Norte da África.
Entre os séculos XVI e XIX, cerca de 11 milhões de africanos escravizados, a imensa maioria dos quais falantes de línguas nigero-congolesas, desembarcaram nas Américas, impactando na formação da população de diversas regiões desse continente.

## História genética por região

### África Ocidental
Os ancestrais dos povos nigero-congoleses e nilo-saarianos se separaram de outros africanos há 50 mil anos e ambos os grupos de povos se divergiram entre si há 28 mil anos.
Durante o período inicial do Holoceno, por volta de nove mil anos atrás, povos relacionados aos coissãs se misturaram com os ancestrais dos igbos.
Entre 2 e 1,5 mil anos atrás, povos falantes de línguas nilo-saaarianas podem ter migrado através do Sahel, da África Oriental para a África Ocidental, e se misturaram com o povo falante de língua nigero-congolesa berom, que habita o estado nigeriano de Plateau. No século VIII, populações relacionadas à África Ocidental, como os berom e povos bantos, e populações relacionadas à África Oriental, como etíopes falantes de línguas nilo-saarianas e chadianos falantes de línguas nilo-saarianas, misturaram-se umas com as outras no norte da Nigéria e norte dos Camarões.
Fan et al. (2019) descobriram que os fulanis apresentam afinidade genética com grupos isolados de língua afro-asiática na África Oriental, especificamente falantes de línguas omóticas, como o povo aari. Embora os fulanis tenham quase que exclusivamente ancestralidade autóctone africana subsaariana, eles também mostram traços de mistura semelhante à Eurásia Ocidental, apoiando uma pátria ancestral em algum lugar no Norte ou Leste da África, e expansão para o oeste durante o Neolítico, possivelmente causada pela chegada e expansão de grupos relacionados com os povos da Eurásia Ocidental. Fan et al. (2023) descobriram que os fulanis, que têm 50% de ascendência relacionada aos amharas e 50% de ascendência relacionada aos ticares, bem como ocupam regiões como a África Ocidental, a África Central e o Sudão como pastores nômades, podem ter sido inicialmente falantes de línguas afro-asiáticas que posteriormente passaram por uma substituição de idioma e tornaram-se falantes de línguas nigero-congolesas.
Um estudo de DNA autossômico realizado por Tishkoff et al. (2009) descobriu que os hauçás estão mais intimamente relacionados às populações nilo-saarianas do Chade e do Sudão do Sul, o que sugere que os hauçás e outras populações modernas falantes de línguas chádicas falavam originalmente línguas nilo-saarianas, antes de adotarem línguas da família afro-asiática após a migração para aquela área há milhares de anos.

### África Central e Austral
Os primeiros habitantes das Florestas Tropicais do Congo são os povos conhecidos genérica e pejorativamente como pigmeus, como os baiacas, bacas, mbutis e tuás. Eles são um grupo se separaram de outras populações africanas em torno de 70 mil anos atrás.
É sugerido que os coissãs representam a população autóctone de caçadores-coletores da África Austral, antes da expansão dos povos bantos e de pastores da África Oriental. Os coissãs mostram evidências de mistura relacionada aos bantos, variando de quase 0% a até aproximadamente 87,1%. Alguns estudos genômicos revelaram que os povos coissãs foram influenciados por 9 a 30% de mistura genética nos últimos milhares de anos de uma população da África Oriental que carregava um componente de mistura eurasiática. Os namas possuem 14% de sua ancestralidade oriunda da Eurásia Ocidental, enquanto os outros povos coissãs que possuem entre 0 e 5% de ancestralidade eurasiática ocidental.
Entre quatro mil e mil anos atrás, os povos bantos, um ramo dos povos nigero-congoleses, oriundos de uma região entre a Nigéria e o Camarões, se dispersaram pela região da África Equatorial e Austral, deslocando e substuindo os povos pigmeus e coissãs. Grande parte das populações bantas da África Austral e Central possuem alguma pouca ou nenhuma ancestralidade das populações pré-bantas de suas regiões. Já os grupos bantos da África do Sul, como os zulus e sotos, receberam substancial fluxo gênico das populações coissãs que anteriormente habitavam a área.

### África Oriental
A expansão banta também chegou à África Oriental, afetando profundamente a estrutura genética e demográfica local. Da região do Quênia e da Tanzânia à África do Sul, os africanos falantes de línguas bantas que habitam a parte oriental da região dos povos bantos constituem uma linhagem genética de norte a sul; além disso, da África Oriental até à África Austral, a evidência de homogeneidade genética é indicativa de um efeito fundador em série e de eventos de mistura que ocorreram entre africanos falantes de línguas bantas e outras populações africanas, na altura em que a migração banta se estendeu para a África do Sul.
Os nilóticos estão intimamente relacionados aos falantes de línguas nigero-congolesas da África Ocidental e Central. A maioria dos povos nilóticos tem ascendência predominantemente exclusiva da África Ocidental e Oriental, embora alguns grupos apresentem vários graus de mistura da Eurásia Ocidental, na sua maioria mediada indiretamente através de pastores do Chifre de África. Os massais, por exemplo, possuem 19% de sua ancestralidade oriunda da Eurásia Ocidental.
Os habitantes do norte, nordeste e centro do Sudão, como os árabes, núbios e bejas, possuem alta porcentagem de ancestralidade da Eurásia Ocidental – entre 40 e 48% do pool genético dessas populações-, o que se deve à mistura com populações do Norte da África e do Oriente Médio desde 1,4 mil anos atrás.

#### Chifre da África
Diversos estudos realizados nas populações do Chifre da África detectaram um evento de mistura da Eurásia Ocidental há cerca de três mil anos. Hodgson et al. (2014) encontraram um componente ancestral distinto da Eurásia Ocidental entre os grupos de língua afro-asiática estudados no Chifre da África (e, em menor medida, no Norte da África e Ásia Ocidental), mais prevalente entre os somalis. Esta componente ancestral – apelidado de “etíope-somali” – teria divergido de outros ancestrais não-africanos há cerca de 23 mil anos e migrado de volta para África antes de desenvolver a agricultura, mesclando-se com as populações autóctones do Chifre da África. Os autores propõem que o componente etíope-somali pode ter sido um componente ancestral substancial da população de língua proto-afro-asiática. Uma análise subsequente de DNA mitocondrial por Gandini et al. (2016) produziu evidências adicionais em apoio a uma migração de volta pré-agrícola vinda da Eurásia Ocidental para o Chifre da África, no início do Holoceno, possivelmente como resultado de redes de troca de obsidiana através do Mar Vermelho. Hodgson e sua equipe também confirmaram a existência de um componente ancestral indígena do Chifre da África - "etíope" ou "omótico" - que é mais prevalente entre os falantes do ramo omótico das línguas afro-asiáticas, no sudoeste da Etiópia. Esta linhagem está associada à de um fóssil de 4,5 mil anos, apelidado de Mota, encontrado numa caverna no sudoeste da Etiópia, que tem elevada afinidade genética com grupos etíopes modernos, especialmente a casta endogâmica de ferreiros do povo aari, que é omótico. Tal como o fóssil Mota, os ferreiros aaris não apresentam evidências de mistura com os eurasianos ocidentais, demonstrando um grau de continuidade populacional nesta região durante, pelo menos, 4,5 mil anos. Numa análise comparativa do genoma de Mota referenciando populações modernas, Gallego et al. (2016) concluíram que a divergência das línguas omóticas de outras línguas afro-asiáticas pode ter resultado do relativo isolamento de seus falantes de grupos externos. Numa análise de 68 grupos étnicos etíopes, também referenciando Mota, Lopez et al. (2021) revelaram que grupos pertencentes aos ramos omótico, cuxítico e semítico da família afro-asiática apresentam, em média, alta similaridade genética entre si. Os dados também apoiam a recente mistura generalizada entre grupos étnicos.
A ancestralidade da Eurásia Ocidental no Chifre da África está presente na seguinte proporção nas seguintes etnias: tigrínios (50%), amharas (49%), afares (46%), oromos (42%), somalis (38%), wolaitas (34%) e aaris (16-18%).

##### Línguas afro-asiáticas

Propostas de rotas de migração e expansão das línguas afro-asiáticas de acordo com o modelo de origem indígena africana.

Ainda não está clara a origem e o tempo em que existiu a pátria original das línguas afro-asiáticas. Alguns apontam que essa família família linguística foi dispersa por pessoas com ascendência predominantemente da Eurásia Ocidental durante a Revolução Neolítica a partir do Levante, em direção ao Norte e Chifre da África. Esta hipótese não explica a domesticação de plantas endêmicas do Chifre da África, como o tefe, ensete e semente do Níger, nem explica a falta de evidências de populações agrícolas intrusivas ou do cultivo de trigo, cevada ou sorgo naquela região antes de 3.000 a.C. Outros argumentam que os primeiros falantes de uma língua afro-asiática (proto-afroasiático) viviam no nordeste da África porque essa região inclui a maioria da diversidade dessa família linguística e tem grupos muito diversos em proximidade geográfica, fator às vezes considerado um sinal revelador de uma origem geográfica linguística. Um subconjunto da população proto-afroasiática teria migrado para o Levante no final do Paleolítico, misturando-se à população local e resultando em uma população que mais tarde daria origem à cultura natufiana, associada ao desenvolvimento inicial da agricultura e às primeiras línguas afro-asiáticas, ou, especificamente pré-proto-semita.
O linguista Roger Blench propôs o sudoeste da Etiópia como a pátria original mais provável das línguas afro-asiáticas, em parte devido à alta diversificação interna do ramo omótico falado naquela região. Além disso, a sub-linhagem E-M215 do haplogrupo Y (também conhecida como "E1b1b) e seu derivado E-M35 são bastante comuns entre os falantes de línguas afro-asiáticas e o sudoeste da Etiópia é uma fonte plausível desses haplogrupos. O grupo linguístico e os portadores desta linhagem têm uma elevada probabilidade de terem surgido e se dispersados juntos a partir do Nordeste da África no Mesolítico, plausivelmente já tendo desenvolvido padrões de subsistência pastoris e utilização e coleta intensiva de plantas. Segundo o historiador e linguista Christopher Ehret, a forma de coleta intensiva de plantas praticada pela população proto-afro-asiática no Nordeste de África pode ter sido uma precursora das práticas agrícolas que mais tarde se desenvolveriam de forma independente no Crescente Fértil e no Chifre da África. Uma reanálise de DNA autossômico de 2018, usando populações modernas como referência, descobriu que as antigas amostras natufianas do Levante abrigavam 6,8% de ascendência relacionada aos omóticos. Dobon et al. (2015) identificaram um componente ancestral autossômico que é comumente encontrado entre as populações modernas de língua afro-asiática (bem como os núbios) no Nordeste da África. Este componente, que atinge o pico entre os coptas do Sudão, mas não é encontrado em egípcios ou catarianos, aparece ao lado de um componente que define os falantes de línguas nilo-saariaanas do sudoeste do Sudão e Sudão do Sul.

#### Madagascar e Comores: encontro entre África e Ásia
Os malgaxes e comorianos foram formados pela miscigenação entre os austronésios do Sudeste Asiático Marítimo, nomeadamente oriundos da ilha de Bornéu segundo as evidências genéticas e linguísticas, e bantos da África Continental. As populações costeiras de Madagascar e os comorianos possuem um predomínio de ancestralidade africana, enquanto as populações do interior de Madagascar possuem sua genética oriunda majoritariamente do Leste Asiático.

## Origem africana recente dos humanos modernos
Os humanos anatomicamente modernos surgiram na África em algum momento entre 500 e 300 mil anos atrás. Como os africanos (por exemplo, Adão cromossomial-Y eEva mitocondrial) migraram de seus locais de origem na África para outros locais no continente, e como o tempo de divergência para as linhagens da África Oriental, Central e Ocidental é semelhante ao tempo de divergência para a linhagem da África Austral, não há evidências suficientes para identificar uma região específica para a origem dos humanos em África. Por volta de 100 mil anos atrás, os primeiros humanos modernos deixaram a África. Posteriormente, dezenas de milhares de anos depois, os ancestrais de todos os atuais eurasiáticos saíram da África e se misturaram na Eurásia com os denisovanos e neandertais.
Evidências arqueológicas e fósseis fornecem suporte para a origem africana do Homo sapiens e da modernidade comportamental. Foram desenvolvidos modelos que refletem uma origem pan-africana (múltiplos locais de origem na África) e a evolução dos humanos modernos.  À medida que a ideia de "moderno" foi se tornando cada vez mais problematizada, a pesquisa começou a desembaraçar o que se entende por ancestralidade genética, morfologia esquelética e comportamento "modernos", reconhecendo que é improvável que estes formem um único pacote.
Em comparação com o genoma não-africano, o genoma africano apresenta um número aproximadamente 25% maior de polimorfismos, ou 3 a 5 vezes mais, e variantes genéticas que são raras fora da África e ocorrem em uma taxa abundante no continente africano.  A maior parte da diversidade genética encontrada entre os não-africanos é, de um geral, um subconjunto da diversidade genética encontrada entre os africanos. Os genomas dos africanos comumente submetidos a adaptação são DNA regulatório, e muitos casos de adaptação encontrados entre os africanos estão relacionados à dieta, fisiologia e pressões evolutivas dos patógenos.